# アンブリゴナイト

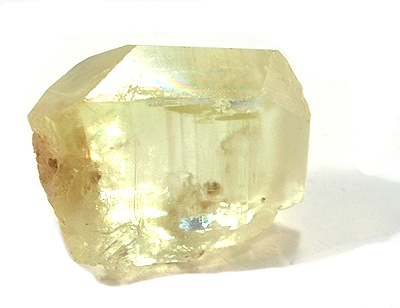
アンブリゴナイトの結晶（ブラジル・ミナスジェライス州産）

アンブリゴナイト（英語：Amblygonite）、またはアンブリゴ石とは、ペグマタイトに含まれる三斜晶系のリン酸塩鉱物。化学式は (Li,Na)AlPO
4(F,OH)。

## 概要
ギリシャ語の「Amblus」（鈍い）、「Gonia」（角度）が語源であり、劈開の角度が鈍角なのに由来する。
アンブリゴナイトのフッ素が水酸基に置換するとモンブラサイトとなるが、外観等の性質は類似するためまとめて扱われることも多い。モース硬度は5.5〜6、多色性は3色性。白、無色、緑色、ピンク色、青色、クリーム色など。光沢はガラス〜真珠、油脂光沢。屋外では風化されやすく、「象皮状」と称されるガサガサした外観を呈するが、新鮮な面は長石と区別が難しい。
医療、耐熱ガラス、セメント、リチウム電池、花火の材料として使われる。宝石としては、フォスフォフィライトより、とても高い希少な宝石として扱われるが硬度が低いため取り扱いが難しい。

## 産地
アメリカ合衆国、ブラジル、ナミビアなど。特に、アメリカやブラジルでは宝石級の結晶を産出する。